# Was Gott tut, das ist wohlgetan, BWV 99

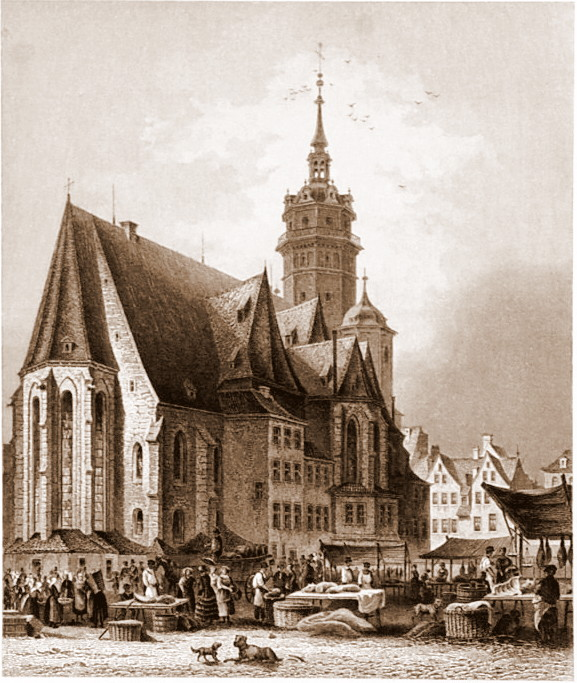
Nikolaikirche, Leipzig.

Was Gott tut, das ist wohlgetan, BWV 99 (Lo que Dios hace, bien hecho está) es una cantata de iglesia escrita por Johann Sebastian Bach en Leipzig para el decimoquinto domingo después de la Trinidad y estrenada el 17 de septiembre de 1724. Está basada en el himno homónimo escrito por Samuel Rodigast en 1674.

## Historia
Bach compuso esta obra durante su segundo año como Thomaskantor en Leipzig para el decimoquinto domingo después de la Trinidad. Forma parte de su segundo ciclo anual de cantatas corales y fue interpretada por primera vez el 17 de septiembre de 1724.

## Análisis

### Texto
Las lecturas establecidas para ese día eran de la epístola a los gálatas, la admonición del Pablo a "caminar por el espíritu" (Gálatas 5:6-10), y del evangelio según San Mateo, la petición a no preocuparse de las necesidades materiales sino de la búsqueda del reino de Dios en primer lugar sermón de la montaña (Mateo 6:23-34).
El texto de la cantata se basa en el coral "Was Gott tut, das ist wohlgetan" escrito por Samuel Rodigast en 1674, que se relaciona de forma general con el evangelio. Bach utilizó este mismo coral en otras muchas cantatas, en especial en la posterior cantata coral Was Gott tut, das ist wohlgetan, BWV 100. Las seis estrofas empiezan con el mismo verso. Un poeta desconocido mantuvo el texto de la primera y última estrofas, y parafraseó las cuatro estrofas intermedias en otros tantos movimientos, conservando incluso algunas de las rimas en el segundo movimiento. En el cuarto movimiento hace alusión al evangelio, parafraseando el último versículo así: "Y si cada día tiene su afán". Introdujo referencias a la cruz en dos ocasiones en el quinto movimiento, subrayando el sufrimiento de Jesús y sus seguidores.

### Instrumentación
La obra está escrita para cuatro voces solistas (soprano, alto, tenor y bajo), un coro  a cuatro voces; trompa, flauto traverso, oboe d'amore, dos violines, viola y bajo continuo.

### Estructura
Consta de seis movimientos.
1. Coral: Was Gott tut, das ist wohlgetan
2. Recitativo (bajo): Sein Wort der Wahrheit stehet fest
3. Aria (tenor): Erschüttre dich nur nicht, verzagte Seele
4. Recitativo (alto): Nun, der von Ewigkeit geschloß'ne Bund.
5. Aria dúo (soprano, alto): Wenn des Kreuzes Bitterkeiten
6. Coral: Was Gott tut, das ist wohlgetan

El coro de apertura es un movimiento de concierto distinto. La cuerda comienza con un tema derivado de la melodía del coral. Después de dieciséis compases, empieza un concertino formado por flauta, oboe d'amore y primer violín. El oboe toca el tema presentado por la cuerda, la flauta interpreta un virtuosístico contrapunto. Tres compás más tarde entran las voces con el cantus firmus en la soprano, doblada por la trompa. En el interludio siguiendo el Stollen de la forma bar, finalmente todos los instrumentos participan en el concierto. La secuencia completa se repite en el segundo Stollen. Para el Abgesang Bach hace una combinación diferente, ahora la cuerda y el viento madera tocan en tutti, la flauta aparece como un solista, alternándose con el oboe. En consecuencia, el postludio instrumental no es una repetición de la introducción, sino una combinación más compleja. Según Julian Mincham, "este movimiento seguiría funcionando perfectamente bien si las partes vocales fuesen eliminadas por completo".
El primer recitativo secco termina en una larga coloratura sobre la última palabra wenden (cambiar) en "Dios puede cambiar mi desdicha". La primera aria va acompañada por la flauta. Se trata de otra pieza para un flautista experto al igual que ocurrió en Was frag ich nach der Welt, BWV 94 y Nimm von uns, Herr, du treuer Gott, BWV 101, que habían sido compuestas sólo escasas semanas antes. El texto menciona erschüttern (inquietarse); la agitación y el tormento del alma se representan mediante la figuración virtuosismo, aunque se le pide al alma que no se inquiete. El segundo recitativo es parecido al primero, finalizando en la última palabra erscheinet (aparecer) en "y aparece la intención fiel de Dios". En la última aria, un dúo, la cuerda permanece en silencio, la flauta y el oboe acompañan a las voces. Los instrumentos empiezan con un ritornello, un trío con el continuo. Tras la primera sección vocal, una segunda sección presenta nuevo material, aunque alude a la primera sección al repetir motivos instrumentales de la primera sección y una repetición completa del ritornello como conclusión. El coral de cierre es un arreglo a cuatro voces.

## Discografía selecta
De esta pieza se han realizado una serie de grabaciones entre las que destacan las siguientes.
- 1979 – Die Bach Kantate Vol. 52 BWV 99, 8, 27, 48. Helmuth Rilling, Gächinger Kantorei, Bach-Collegium Stuttgart, Arleen Augér, Helen Watts, Lutz-Michael Harder, John Bröcheler (Hänssler)
- 1979 – J.S. Bach: Das Kantatenwerk Vol. 5. Nikolaus Harnoncourt, Tölzer Knabenchor,  Concentus Musicus Wien, solista del Tölzer Knabenchor, Paul Esswood, Kurt Equiluz, Philippe Huttenlocher (Teldec)
- 1999 – Bach Edition Vol. 8: Cantatas Vol. 3. Pieter Jan Leusink, Holland Boys Choir, Netherlands Bach Collegium, Ruth Holton, Sytse Buwalda, Knut Schoch, Bas Ramselaar (Brilliant Classics)
- 2000 – J.S. Bach: Complete Cantatas Vol. 12. Ton Koopman, Amsterdam Baroque Orchestra & Choir, Lisa Larsson, Annette Markert, Christoph Prégardien, Klaus Mertens (Antoine Marchand)
- 2000 – Bach Cantatas Vol. 8. John Eliot Gardiner, Monteverdi Choir, English Baroque Soloists, Malin Hartelius, William Towers, James Gilchrist, Peter Harvey (Soli Deo Gloria)
- 2003 – J.S. Bach: Cantatas Vol. 25 BWV 78, 99, 114. Masaaki Suzuki, Bach Collegium Japan, Yukari Nonoshita, Daniel Taylor, Makoto Sakurada, Peter Kooy (BIS)